# Pietriș (okręg Jassy)
Pietriș – wieś w Rumunii, w okręgu Jassy, w gminie Dolhești. W 2011 roku liczyła 942 mieszkańców.